# Molla Zaman
Molla Zaman (en persan : ملازمان romanisé en Mollā Zamān et également connu sous le nom de Mulla Zamān) est un village de la province de Kermanshah en Iran. Lors du recensement de 2006, sa population était de 199 habitants répartis dans 46 familles.